# Gotham Games
Gotham Games，创建于2002年，是Take-Two旗下的游戏发行商和开发商，直到2004年关闭，该公司与Rockstar Games有相同的总部。